# آماندا بایرام
آماندا بایرام (انگلیسی: Amanda Byram؛ زادهٔ ۱۶ ژوئن ۱۹۷۳) مجری تلویزیون اهل جمهوری ایرلند است.
از برنامه‌های تلویزیونی که وی در آن‌ها نقش داشته‌است، می‌توان به دنیای ناشناختهٔ خوراکی‌ها اشاره نمود.